# Clarice Lispector
Chaya Pinjasivna Lispector, más conocida como Clarice Lispector (en ucraniano: Хая Пинхасiвна Лиспектор; Chechelnik, Unión Soviética; 10 de diciembre de 1920–Río de Janeiro, Brasil; 9 de diciembre de 1977), fue una periodista, reportera, traductora y escritora de novelas, cuentos, libros infantiles y poemas ucraniana-brasileña. Sus obras innovadoras e idiosincrásicas exploran una variedad de estilos narrativos con temas de intimidad e introspección y han sido aclamadas internacionalmente. Nacida en una familia judía en Podolia, en el oeste de Ucrania, se mudó tempranamente a Brasil con su familia, en medio de los desastres que asolaron su tierra natal después de la Primera Guerra Mundial. De difícil clasificación, ella definía a su escritura como un «no-estilo». Es considerada una de las escritoras brasileñas más importantes del siglo XX. Perteneció a la tercera fase del modernismo, de la generación brasileña del 45.
Creció en Recife, la capital del estado nordestino de Pernambuco, donde su madre murió cuando ella tenía nueve años. La familia se mudó a Río de Janeiro en su adolescencia. Mientras estudiaba derecho en Río, comenzó a publicar sus primeros trabajos periodísticos y cuentos, catapultándose a la fama a los 23 años con la publicación de su primera novela, Cerca del corazón salvaje (Perto do Coração Selvagem), escrita como un monólogo interior en un estilo y lenguaje considerado revolucionario en Brasil.
Dejó Brasil en 1944 tras casarse con un diplomático brasileño y pasó la siguiente década y media en Europa y Estados Unidos. Después de regresar a Río de Janeiro en 1959, publicó los cuentos de Lazos de Familia y la novela La pasión según G. H. (A Paixão Segundo G. H.). Tras resultar herida en un accidente en 1966, al incendiarse su apartamento, pasó la última década de su vida con frecuentes dolores, escribiendo y publicando constantemente novelas y cuentos, incluyendo Agua Viva, hasta su muerte prematura en 1977.
Ha sido objeto de numerosos libros y referencias a ella y a su obra son comunes en la literatura y la música brasileñas. Varias de sus obras se han convertido en películas. En 2009, el escritor estadounidense Benjamin Moser publicó Por qué este mundo: una biografía de Clarice Lispector (Why This World: A Biography of Clarice Lispector). Desde esa publicación, sus obras han sido objeto de un extenso proyecto de retraducción al inglés, publicado por New Directions Publishing y Penguin Modern Classics, siendo la primera brasileña en ingresar a esa prestigiosa serie. Moser, quien también es editor de su antología The Complete Stories (2015), describe a Lispector como la escritora judía más importante del mundo desde Kafka.

## Biografía

### Infancia
Clarice Lispector, nació el 10 de diciembre de 1920, bajo el nombre Chaya Pinjasivna Lispector, en Chechelnik, Ucrania. Fue la tercera hija de Pinjas y Mania Lispector. En 1921, la familia salió del país, hacia la actual Moldavia y más tarde a Rumania. En Bucarest, en 1922, consiguieron pasaportes rusos y el permiso para viajar a Brasil, por lo que así lograron emigrar a Maceió (Alagoas, Brasil), en donde ya se encontraban la hermana de Mania y el esposo de ella. Al llegar a Brasil, todos tomaron nombres portugueses: Pinjas se convirtió en Pedro, Mania en Marieta, y Chaya recibió el nombre de Clarice. Cuando tenía tan solo cinco años, sus padres se mudaron a Recife, Pernambuco. A la edad de diez años, su madre falleció.
Eligiendo el portugués, empezó a escribir a temprana edad. Envió varios cuentos al Diario de Pernambuco, el cual rechazó sus publicaciones en una sección de contribuciones infantiles debido a que, mientras que las historias de los demás niños poseían algún tipo de narrativa, los textos de Clarice no describían más que sensaciones. Una de las primeras influencias literarias que tuvo provino del escritor Monteiro Lobato. Sobre el libro Las travesuras de Naricita —de Lobato—, Clarice escribió:

Al llegar a casa no empecé a leer. Simulaba que no lo tenía, únicamente para sentir después el sobresalto de tenerlo. Horas más tarde lo abrí, leí algunas líneas maravillosas, lo cerré de nuevo, me fui a pasear por la casa, lo postergué aún más yendo a comer pan con mantequilla, fingí no saber dónde había guardado el libro, lo encontraba, lo abría unos instantes. Creaba los obstáculos más falsos para esa cosa clandestina que era la felicidad.

### Formación
A la edad de catorce años se mudó a Río de Janeiro con su padre y una de sus dos hermanas. Allí, muy joven, empezó a leer libros de autores nacionales y extranjeros de mayor relevancia, como Machado de Assis, Rachel de Queiroz, Eça de Queiroz, Jorge Amado y Fiódor Dostoievski. Ingresó en la Facultad de Derecho de la Universidad Federal de Río de Janeiro (entonces denominada Universidad de Brasil) en 1939 a la vez que escribía pequeñas contribuciones para periódicos y revistas de la época. A los veintiún años logró publicar Cerca del corazón salvaje, obra que había escrito a los diecinueve años y por la que recibió el premio Graça Aranha a la mejor novela publicada en 1943.
Siendo estudiante, conoció a su futuro esposo, el diplomático Maury Gurgel Valente, a quien acompañaría a menudo de país en país, hasta su separación en 1959. Las mudanzas constantes fueron una de las características de la vida de Clarice, quien siguió en matrimonio a su esposo, dejando atrás a su familia y amigos.
En su primer viaje a Europa —a Nápoles—, en 1944 —en plena Segunda Guerra Mundial—, confesó: «En realidad no sé escribir cartas de viajes; en realidad ni siquiera sé viajar». Durante el conflicto, prestó auxilio en hospitales a soldados brasileños heridos, fue voluntaria con el cuerpo de enfermeras de la Fuerza Expedicionaria Brasileña.
Durante un periodo de cinco años, Clarice se trasladó varias veces, de Inglaterra a París y a Berna, donde tuvo su primer hijo, Paulo. Durante esos años, extrañando Brasil, intercambió cartas casi a diario con el escritor y amigo suyo, Fernando Sabino. En 1946 publicó su segunda novela, O lustre.

### Carrera

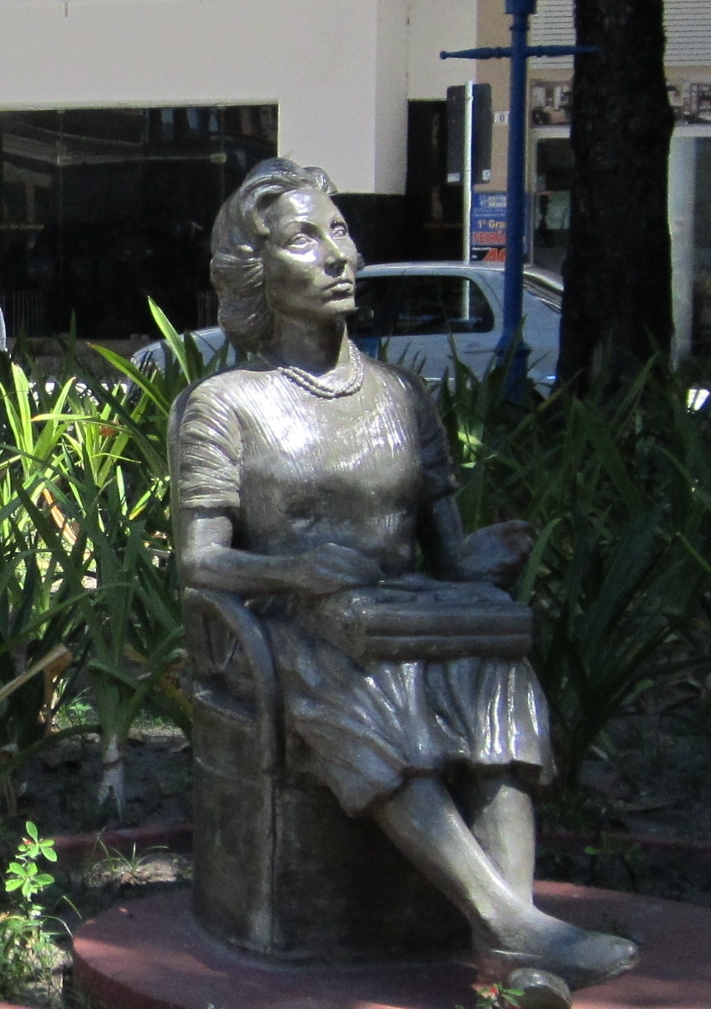
Estatua de Lispector en Pernambuco (Brasil).

De regreso a Río de Janeiro, en 1949, Lispector retomó su actividad periodística; firmaba bajo el seudónimo «Tereza Quadros» en una columna en un periódico local. En septiembre de 1952 volvió a dejar Brasil, desplazándose con su esposo a Washington, DC. En febrero de 1952 dio a luz a su segundo hijo: Pedro. En 1954 publicó la primera traducción de un libro suyo: Cerca del corazón salvaje, en francés, con portada de Henri Matisse. En la capital estadounidense vivió ocho años, en los cuales desarrolló una gran amistad con el escritor brasileño Érico Veríssimo y su esposa Mafalda. Desde allí logró publicar cuentos en revistas brasileñas y mantuvo una gran actividad epistolar con el escritor Otto Lara Resende.
En 1959 se separó de su esposo para regresar a Río de Janeiro, en donde retomó de nuevo la actividad periodística; escribió artículos en los medios para conseguir el dinero necesario para independizarse. Un año después publicó su primer libro de cuentos, Lazos de familia, con relativo éxito; al año siguiente publicó la novela La manzana en la oscuridad, la cual sería convertida en una obra de teatro. En 1963 publicó la que es considerada su obra maestra: La pasión según G. H., la cual escribió en tan solo unos meses.
En una madrugada de 1966, la escritora se durmió con un cigarrillo encendido, lo que provocó un incendio el cual destruyó su dormitorio y le provocó quemaduras. Con quemaduras en gran parte del cuerpo, pasó meses en el hospital. Su mano derecha, muy afectada, casi tuvo que ser amputada por los médicos y jamás recuperaría su movilidad. El incidente repercutió en su estado de ánimo, y las cicatrices y marcas en su cuerpo le causaron frecuentes depresiones. 
Debido a su dominio de portugués, inglés, francés y castellano, con fluidez; de hebreo y yiddish, con cierta fluidez; y de nociones de ruso realizó numerosas traducciones. Quedó registro de que la primera y única traducción de castellano, fue el cuento Historia de los dos que soñaron, de Jorge Luis Borges, en el Jornal do Brasil.
Entre el final de los años sesenta y principios de los setenta, publicó libros infantiles, traducciones y adaptaciones de obras extranjeras, obteniendo gran reconocimiento, por lo que impartió charlas y conferencias en distintas universidades de todo Brasil.

### Fallecimiento
Meses después de la publicación de su última novela, La hora de la estrella, falleció víctima de un cáncer de ovario, a los 56 años en Río de Janeiro, el 9 de diciembre de 1977, a las diez de la mañana. Su amigo Paulo Francis, dijo que «ella se convirtió en su misma ficción». No pudo ser enterrada al día siguiente debido a que era su cumpleaños y era sábado. Fue sepultada entonces el domingo 11 de diciembre de 1977, en el cementerio de Cajú.
Su biblioteca personal y archivo de documentos (manuscritos de libros, correspondencia, etc.) se encuentran disponibles en la Fundación Casa de Rui Barbosa, y el Instituto Moreira Salles, ambos en Río de Janeiro.

## Estilo
El estilo de la escritura de Lispector es original. En diversas entrevistas, manifestó que, al momento de escribir, era consciente de lo que hacía. Se destaca en sus obras un estilo y una estructura muy líricos, con una interioridad profunda y siempre relacionada con complejos procesos emocionales y mentales.
Los personajes de sus obras hacen observaciones, apreciaciones y presentaciones de situaciones vitales de una manera muy afilada. Siempre con una prosa reflexiva, con momentos de misterio y de conflictos internos. Lispector se sentía cautivada con la presencia de la consciencia en la escritura, por lo que ello era un tema recurrente en las palabras de sus personas. No tendía a mostrar un análisis de los estados mentales de los personajes, sino que mostraba directamente sus pensamientos. Intentó de esa manera que los lectores analizaran sus obras por su cuenta. Un denominador común en sus textos es la idea del conocimiento por sí mismo.

## Análisis, crítica y legado de su obra
Existen muchos autores los cuales han escrito libros de ensayos y artículos de análisis y crítica sobre la vida y la obra de Clarice Lispector. Hay ensayos de autores tales como Moacyr Scliar, Marjorie Agosín, Affonso Romano de Sant’Anna, Ida Vitale y demás, los cuales han discutido las novelas, los cuentos, las crónicas y el periodismo de Lispector. 
En su día, las obras de Lispector recibieron mucho análisis, y el estilo de sus obra llegó a ser comparado con el de Virginia Woolf y James Joyce. El reconocido crítico brasileño Antonio Cándido, dijo —sobre la primera novela de Lispector, Cerca del corazón salvaje (1944)— que: «Es un impresionante intento de tomar nuestro estilo de lenguaje torpe a reinos raramente explorados, lo que la obligó a adaptarse a una forma de pensamiento lleno de misterio». Olga de Sá, llamó al estilo de los pensamientos de Lispector «cuestionamiento ontológico».
La feminista francesa Hélène Cixous —reconocida por ser una gran aficionada de Lispector, quien la inspiró a escribir nuevas obras—, escribió un libro sobre la inspiración de Lispector sobre ella, titulado: L'Heure de Clarice Lispector. Michael Marder, de la Universidad del País Vasco, escribió un artículo titulado Existenial Phenomenology According to Clarice Lispector, en donde teorizó la fenomenología de Lispector sobre la base de la novela La pasión según G. H. (1988). Joaquín M. Aguirre Romero, de la Universidad Complutense de Madrid, dijo —en su editorial, acerca de la escritora—: «Lispector es un laberinto y un océano, una creadora inagotable». Floyd Merrell, en su libro Clarice Lispector: From a Process-Oriented View, describió al estilo de la escritura de Lispector como: «Entre la realidad y la fantasía, objetividad y subjetividad, razón e imaginación, el pensamiento lineal y los sentimientos no lineales fluyendo hacia todos y ninguna parte»; y dijo que Clarice «expone al lector a un vacío que atrae a la vez que aterroriza» —en referencia a las novelas Agua viva, Un soplo de vida y La hora de la estrella—.
En la actualidad, la obra de Lispector continúa despertando interés. lo que lleva a considerarla en que sea la autora latinoamericana más leída y reconocida en todo el mundo.

Renovó la literatura brasileña tal como se conocía: renunció a las ataduras genéricas, provocó y desacomodó a los lectores, inventó un lenguaje propio, nos mostró el artificio de la escritura. Construyó una narrativa intensa basada en historias mínimas, donde las sensaciones y los afectos son protagonistas. Expresó y mantuvo a lo largo de su obra preocupaciones universales: su pasión por la vida y, al mismo tiempo, por la inminencia de la muerte, por la soledad, la angustia, la maternidad, la infancia, el amor o lo femenino. Por eso y tanto más es que amamos a Clarice”.

## Obras
| - Lispector, Clarice (1944). Perto do coração selvagem. Río de Janeiro: Editôra Sabiá. OCLC 12084396. Trad. como Lispector, Clarice (2002). Cerca del corazón salvaje. Madrid: Siruela. ISBN 9788478445981. Trad. Basilio Losada. - Lispector, Clarice (1946). O lustre. Río de Janeiro: Agir. OCLC 3006394. Trad. como Lispector, Clarice (1977). La araña. Buenos Aires: Corregidor. OCLC 852837356. Trad. Haydée Jofré Barroso. También trad. como Lispector, Clarice (2006). La lámpara. Madrid: Siruela. ISBN 9788478442430. Trad. Elena Losada. - Lispector, Clarice (1948). A cidade sitiada. Río de Janeiro: A. Noite. OCLC 27458857. - Lispector, Clarice (1961). A maçã no escuro. Río de Janeiro: F. Alves. OCLC 11835031. Trad. como Lispector, Clarice (1974). La manzana en la oscuridad. Buenos Aires: Subamericana. OCLC 755063821. Trad. Juan García Gayo. - Lispector, Clarice (1964). A Paixão segundo G.H. Río de Janeiro: Editôra do Autor. OCLC 1203647. Trad. como Lispector, Clarice (1969). La pasión según G.H. Caracas: Monte Avila. OCLC 432477847. Trad. Juan García Gayo. - Lispector, Clarice (1969). Uma aprendizagem ou O livro dos prazeres. Río de Janeiro: Sabiá. OCLC 253534562. Trad. como Lispector, Clarice (1973). Un aprendizaje o el libro de los placeres. Buenos Aires: Sudamericana. OCLC 852837295. Trad. Juan García Gayo. - Lispector, Clarice (1973). A imitação da rosa. Río de Janeiro: Artenova. OCLC 248314247. - Lispector, Clarice (1973). Água viva. Río de Janeiro: Artenova. OCLC 248458000. Trad. como Lispector, Clarice (1973). Agua viva. Buenos Aires: Sudamericana. OCLC 3143243. Trad. Haydée M. Jofre Barroso. - Lispector, Clarice (1977). A hora da estrela. Río de Janeiro: Livraria J. Olympio. OCLC 4464583. Trad. como Lispector, Clarice (1989). La hora de la estrella. Madrid: Siruela. ISBN 9788478440092. Trad. Ana Poljak. - Lispector, Clarice (1978). Um sopro de vida: pulsações. Río de Janeiro: Nova Fronteira. ISBN 9788478444724. - Lispector, Clarice (1978). Quase de verdade. Río de Janeiro: Rocco. OCLC 5107717. - Lispector, Clarice (1967). O mistério do coelho pensante. Río de Janeiro: José Alvaro. OCLC 6233796. - Lispector, Clarice (1968). A mulher que matou os peixes. Río de Janeiro: Sabiá. OCLC 1362812. - Lispector, Clarice (1974). A vida íntima de Laura. Río de Janeiro: Olympio. OCLC 1988437. - Lispector, Clarice (1987). Como nasceram as estrelas: doze lendas brasileiras. Río de Janeiro: Rocco. ISBN 9788532510167. | - Lispector, Clarice (1952). Alguns contos. Río de Janeiro: Ministério de Educaçaão e Saúde, Serviço de Documentação. OCLC 1360788. - Lispector, Clarice (1960). Laços de família. São Paulo: F. Alves. OCLC 1353572. Trad. como Lispector, Clarice (1973). Lazos de familia. Buenos Aires: Sudamericana. OCLC 3594109. Trad. Haydée M. Jofre Barroso. - Lispector, Clarice (1964). A Legião estrangeira. Río de Janeiro: Editôra do Autor. OCLC 728357603. - Lispector, Clarice (1971). Felicidade clandestina. Río de Janeiro: Sabiá. OCLC 249031752. Trad. como Lispector, Clarice (1988). Felicidad clandestina. Barcelona: Grijalbo. ISBN 9788425319365. Trad. Marcelo Cohen. - Lispector, Clarice (1974). A via crucis do corpo. Río de Janeiro: Artenova. OCLC 1348432. - Lispector, Clarice (1974). Onde estivestes de noite. Río de Janeiro: Artenova. OCLC 863341447. Trad. como Lispector, Clarice (2012). Dónde estuviste de noche. Buenos Aires: Cuenco de Plata. ISBN 9789871772452. Trad. Teresa Arijón y Bárbara Belloc. También trad. como Lispector, Clarice (1988). Silencio. Barcelona: Grijalbo. ISBN 9788425319969. Trad. Cristina Peri Rossi. - Lispector, Clarice (1979). A bela e a fera. Río de Janeiro: Nova Fronteira. OCLC 819707087. - Lispector, Clarice (2002). Cuentos reunidos. Madrid: Alfaguara. ISBN 9788420451343. Prólogo de Miguel Cossío Woodward y traducciones de Cristina Peri Rossi, Juan García Gayó, Marcelo Cohen y Mario Morales. - Lispector, Clarice (1978). Para não esquecer: crônicas. São Paulo: Ática. OCLC 896116960. Trad. como Lispector, Clarice (2007). Para no olvidar: crónicas y otros textos. Madrid: Siruela. ISBN 9788498410785. Trad. Elena Losada. - Lispector, Clarice (1984). A descoberta do mundo. Río de Janeiro: Nova Fronteira. OCLC 249030592. Trad. como Lispector, Clarice (2004). Revelación de un mundo. Buenos Aires: Hidalgo. ISBN 9789871156030. Trad. Amalia Sato. Crónicas. - Lispector, Clarice; Tavares Sabino, Fernando (2001). Cartas perto do coração. Río de Janeiro: Record. ISBN 9788501914330. Correspondencia con el escritor Fernando Sabino. - Lispector, Clarice (2002). Correspondências. Río de Janeiro: Rocco. ISBN 9788532514868. |

## Premios
- 1943: Graça Aranha Prize.[34]
- 1961: Premio Jabuti de Literatura por Laços de Família en la categoría Contos, Crônicas, Novelas.[35]